# 吉原完
吉原 完（よしはら たもつ、1976年1月5日 - ）は、フリーアナウンサー。株式会社VOICE TRUST所属。長崎県出身。

## 人物・来歴
現在、オートレース・ボートレース・競輪・中央競馬の公営競技を中心に、高校野球（夏の選手権地方大会）・都市対抗野球大会・プロ野球等のスポーツ中継で司会・実況を担当している。
- ボートレースでは2011年8月10日の東日本復興支援競走（SG）優勝戦、2013年3月25日にはJCN埼玉杯優勝戦で加藤峻二の競艇界最年長優勝（71歳2ヶ月）の場内実況、2014年[1]以降は、TBSテレビ制作のSGレース優勝戦中継[注 1]で実況を担当している。SGレースのCS放送では、発走前後の案内及び展示解説の進行を務めることも多い。
- オートレースでは川口・伊勢崎・飯塚を担当。過去に、船橋（2016年3月廃止）を担当していた。川口でのSG実況となった2015年12月31日のスーパースター王座決定戦では、翌年春での廃止が決まっていた船橋所属選手のワン・ツー・スリーフィニッシュ（優勝：青山周平、2着：永井大介、3着：中村雅人）の瞬間を伝えた。
- 2018年10月には、弥彦競輪場のミッドナイト競輪で実況を担当し、競輪実況デビューを果たす[2]。
- 2020年4月より、テレビ埼玉の公営競技レースダイジェスト番組「BACHプラザ」の司会を担当することになった[3]。

## 現在・過去の担当番組
- 全国高等学校野球選手権地方大会（TV中継、東京大会・埼玉大会・群馬大会）  - 実況
- 都市対抗野球大会（J SPORTS、ラジオ中継）  - 実況
- プロ野球（AbemaTV、ニコニコ生放送） - 実況
- メジャーリーグ（J SPORTS） - 実況[4]
- FIM世界耐久選手権2017-2018第3戦スロバキア ダイジェスト版 （日テレジータス）- 実況[5]
- 川口オート・伊勢崎オート・飯塚オート（過去に船橋オート【2016年3月廃止】も担当していた） - 司会・実況
- オートレースダイジェスト・ナレーション
- 戸田競艇・徳山競艇 - 実況
- 予想トーク番組 WINWIN LIVE戸田（2020年4月2日 - 、 ボートレース戸田 公式YouTubeチャンネル） - 司会[6]
- JLC NEWS(木・金曜日　日本レジャーチャンネル)  - 司会
- 水上の挑戦者（TBS） - 実況
- 大井競馬 - 中継司会
- 宇都宮競馬中継 - 司会
- 中央競馬中継（グリーンチャンネル） - 土曜午後キャスター
- 弥彦ミッドナイト競輪（SPEEDチャンネル） - 実況
- BACHプラザ（2020年4月4日 - 、テレビ埼玉） - 司会（金曜日〜土曜日）[3]
- BOAT RACEプレミア - 実況（地上波・BSフジ→BSテレ東等、2021年12月のグランプリトライアル2ndから）